# Botekan
Botekan is een bestuurslaag in het regentschap Pemalang van de provincie Midden-Java, Indonesië. Botekan telt 4477 inwoners (volkstelling 2010).